# Borki (rejon hancewicki)
Borki (biał. Боркі; ros. Борки) – wieś na Białorusi, w obwodzie brzeskim, w rejonie hancewickim, w sielsowiecie Lubaszewo, przy obszarze ochrony hydrologicznej Padwialiki Moch.
W dwudziestoleciu międzywojennym leżały w Polsce, w województwie poleskim, w powiecie łuninieckim, w gminie Chotynicze.